# USS Hambleton (DD-455)
USS Hambleton (DD-455/DMS-20) là một tàu khu trục lớp Gleaves được Hải quân Hoa Kỳ chế tạo trong Chiến tranh Thế giới thứ hai. Nó đã tham gia suốt Thế Chiến II, cải biến thành một tàu quét mìn cao tốc với ký hiệu lườn DMS-20, sống sót qua cuộc xung đột, ngừng hoạt động năm 1955 và bị tháo dỡ năm 1972. Nó là chiếc tàu chiến duy nhất của Hải quân Hoa Kỳ được đặt theo tên Samuel Hambleton (1777–1851), một sĩ quan từng tham gia cuộc Chiến tranh 1812.

## Thiết kế và chế tạo
Hambleton được chế tạo tại xưởng tàu của hãng Federal Shipbuilding and Drydock Company ở Kearny, New Jersey. Nó được đặt lườn vào ngày 16 tháng 12 năm 1940; được hạ thủy vào ngày 26 tháng 9 năm 1941, và được đỡ đầu bởi bà Nannie Hambleton Martin, chắt gái của Samuel Hambleton. Con tàu được cho nhập biên chế cùng Hải quân Hoa Kỳ vào ngày 22 tháng 12 năm 1941 dưới quyền chỉ huy của Trung tá Hải quân Forrest Close.

## Lịch sử hoạt động

### 1942-1943
Khởi hành từ Norfolk, Virginia vào ngày 31 tháng 1 năm 1942 cùng với tàu khu trục Emmons, Hambleton bắt đầu chuyến đi chạy thử máy trong thời chiến vốn đưa nó băng qua kênh đào Panama đến Callao, Peru; Valparaiso, Chile; Guayaquil, Ecuador; Cartagena, Colombia; và Balboa, Panama. Nó được cho tách ra để truy tìm tàu ngầm đối phương về phía Bắc Cuba vào đầu tháng 3, và vào ngày 15 tháng 3 đã vớt được sáu người trên một bè cứu sinh sống sót sau khi chiếc SS Ceibra bị trúng ngư lôi. Sau khi tuần tra chống tàu ngầm dọc theo vùng bờ Đông và hoạt động huấn luyện khẩn trương tại Casco Bay, Maine, nó lên đường vào ngày 14 tháng 4 hộ tống cho tàu tuần dương hạng nặng Augusta và tàu sân bay Ranger. Đi đến khu vực Bờ biển Vàng thuộc châu Phi vào ngày 10 tháng 5, Ranger đã chuyển chuyến hàng những máy bay tiêm kích Curtiss P-40 của Lục quân sang để hoạt động tại Mặt trận Bắc Phi, trước khi quay trở lại khu vực Tây Ấn. Do trời mưa to và tầm nhìn kém vào ngày 17 tháng 5, Hambleton đã va chạm với tàu khu trục Ellyson, và buộc phải đi đến San Juan, Puerto Rico, rồi đến Xưởng hải quân Charleston để sửa chữa.
Hambleton tham gia một đoàn tàu chuyển quân nhanh ngoài khơi New York vào ngày 1 tháng 7 để đi sang Ireland, đến nơi vào ngày 11 tháng 7. Ngay sau đó nó trình diện để phục vụ cùng Lực lượng Hải quân Hỗn hợp Anh-Mỹ tại châu Âu, có các sĩ quan Hải quân Hoàng gia Anh trên tàu đảm trách việc liên lạc phối hợp, và làm nhiệm vụ tuần tra chống tàu ngầm và phục vụ canh phòng máy bay cùng thiết giáp hạm Duke of York trong suốt tháng 8. Nó quay trở về Hoa Kỳ sau đó để làm nhiệm vụ dọc theo vùng bờ Đông, chuẩn bị cho việc tham gia Chiến dịch Torch, cuộc đổ bộ của lực lượng Đồng Minh lên Bắc Phi.
Hambleton tham gia hạm đội tấn công vào ngày 28 tháng 10, trong thành phần Lực lượng Đặc nhiệm phía Tây dưới quyền Đô đốc H. Kent Hewitt, đảm nhiệm vai trò bảo vệ cho tàu sân bay hộ tống Sangamon trong các cuộc không kích xuống các sân bay tại Maroc vào ngày đổ bộ 8 tháng 11. Đang khi thả neo cạnh tàu chở dầu Winooski ngoài khơi Fedala vào chiều tối ngày 11 tháng 11, nó trúng phải một quả ngư lôi phóng từ một tàu ngầm U-boat Đức vào giữa tàu bên mạn trái. Con tàu bị mất toàn bộ động năng và bị nghiêng một góc 12° sang mạn phải; tuy nhiên những nỗ lực của đội kiểm soát hư hỏng khi phóng bỏ những vật nặng bên trên và gia cố những vách ngăn bị hư hại đã cứu được con tàu. Nó được kéo đến Casablanca để sửa chữa tạm thời, khi công binh cắt con tàu làm đôi, cắt bỏ một đoạn 40 foot (12 m) lườn tàu bị hư hại nặng rồi nối hai phân nửa tàu trở lại. Được một tàu kéo hỗ trợ, con tàu quay trở về Xưởng hải quân Boston vào ngày 28 tháng 6 để được sửa chữa triệt để.

### 1944
Sau khi chạy thử máy tại vùng biển Caribe và huấn luyện dọc theo vùng bờ Đông, Hambleton hộ tống một đoàn tàu vận tải đi Oran vào tháng 4 năm 1944, và bắt đầu chuẩn bị cho vai trò của nó trong Chiến dịch Overlord, cuộc Đổ bộ Normandy. Hoạt động tại khu vực Tây Địa Trung Hải cùng bảy tàu khu trục khác và máy bay tuần tiễu Anh, nó đã đánh chìm tàu ngầm U-boat U-616 vào ngày 17 tháng 5 sau bốn ngày truy đuổi ráo riết. Từ Địa Trung Hải, nó lên đường quay trở về Plymouth, Anh, tập trung lực lượng cho chiến dịch đổ bộ sắp đến. Nó hộ tống một đoàn tàu đổ bộ LST lớn đi đến khu vực đổ bộ vào ngày 7 tháng 6, một ngày sau ngày D, và tiếp tục ở lại ngoài khơi bãi Omaha làm nhiệm vụ hộ tống và bắn phá bờ biển. Lúc sáng sớm ngày 9 tháng 6, radar của nó phát hiện nhiều mục tiêu, được xác định không lâu sau đó là những tàu phóng lôi E-boat đối phương. Trong cuộc đối đầu kéo dài bốn giờ diễn ra sau đó, nó đánh chìm một chiếc và làm hư hại nặng một chiếc khác trong số năm tàu đối phương. Sau khi được tiếp tế tại cảng Portland, Anh, nó quay trở lại chiến trường để bắn phá Cherbourg vào ngày 25 tháng 6.
Hambleton rời Belfast, Bắc Ireland vào ngày 4 tháng 7 để đi sang Địa Trung Hải, ghé qua Oran, Algérie vào ngày 10 tháng 7, và đi đến Naples, Ý vào ngày 15 tháng 7. Đến ngày 11 tháng 8, nó tham gia bắn phá các vị trí trên bờ biển phía Nam nước Pháp trước Chiến dịch Dragoon, cuộc đổ bộ của lực lượng Đồng Minh lên khu vực chiến lược này. Nó tiếp tục ở lại khu vực Địa Trung Hải để tuần tra và hộ tống cho đến khi lên đường đi Boston, Massachusetts vào ngày 25 tháng 10. Đến nơi vào ngày 8 tháng 11, con tàu được cải biến thành một tàu quét mìn cao tốc và được xếp lại lớp với ký hiệu lườn mới DMS-20 vào ngày 15 tháng 11.

### 1945
Hambleton rời xưởng tàu vào ngày 13 tháng 12, và lên đường đi sang khu vực Thái Bình Dương vào ngày 30 tháng 12. Đi ngang qua San Diego, Trân Châu Cảng và Eniwetok, nó đi đến Ulithi vào ngày 9 tháng 3 năm 1945 để chuẩn bị cho cuộc chiếm đóng Okinawa, cuộc tấn công đổ bộ lớn nhất và cuối cùng tại Mặt trận Thái Bình Dương. Khởi hành vào ngày 19 tháng 3, nó đi đến ngoài khơi Okinawa, cánh cửa mở vào trung tâm Đế quốc Nhật Bản, vào ngày 23 tháng 3. Trước cuộc đổ bộ chính vào ngày 1 tháng 4, nó quét sạch mìn khỏi các luồng tàu và khu vực neo đậu dành cho 1.200 tàu bè các loại tham gia cuộc tấn công. Trong suốt chiến dịch kéo dài này, nó ở lại ngoài khơi làm nhiệm vụ quét mìn, hộ tống, tuần tra và bắn pháo hỗ trợ; hầu như phải liên tục chịu đựng các cuộc không kích của đối phương. Cho dù bị hư hại bởi một máy bay tấn công cảm tử kamikaze vào ngày 3 tháng 4, vốn đâm xuống nước ngay sát phía đuôi bên mạn trái, chiếc tàu khu trục tiếp tục ở lại làm nhiệm vụ tại khu vực quần đảo Ryukyu.
Khi Okinawa sắp được bình định, Hambleton và các tàu chị em được bố trí đến biển Hoa Đông vào giữa tháng 7 để bắt đầu một đợt càn quét lớn tại khu vực này. Trong một tháng, họ đã rà quét hơn 600 dặm (970 km) từ một khu vực 7.200 dặm vuông Anh (19.000 km2), trong khuôn khổ một trong những chiến dịch quét mìn lớn nhất từng được tung ra. Nó lại có mặt tại vùng biển Hoa Đông cho một nhiệm vụ tương tự thứ hai, khi tin tức về việc Nhật Bản chấp nhận đầu hàng được công bố vào ngày 15 tháng 8. Gia nhập lực lượng Đệ Tam hạm đội dưới quyền Đô đốc William F. Halsey ngoài khơi Tokyo, nó tiến vào vịnh Tokyo vào ngày 28 tháng 8 dọn đường cho lực lượng chiếm đóng. Trong những tháng tiếp theo, nó đã quét được tổng cộng 184 quả mìn từ các bãi mìn Nhật Bản tại nhiều vùng eo biển khác nhau; trong một giai đoạn mà nó chịu đựng bốn cơn bão, một cơn có những đợt sóng cao đến 60 foot (18 m). Rời vùng biển Nhật Bản vào ngày 20 tháng 11, nó đi ngang Eniwetok, Trân Châu Cảng và San Diego để đi Norfolk, đến nơi vào cuối tháng 12.

### 1946–1955
Đặt căn cứ tại Charleston, South Carolina, Hambleton duy trì trạng thái sẵn sàng trong bối cảnh cuộc Chiến tranh Lạnh đang ngấm ngầm tiếp diễn. Trong thập niên tiếp theo, chiếc tàu quét mìn kỳ cựu tham gia các cuộc tập trận hạm đội và chiến thuật tại vùng biển Caribe và dọc theo vùng bờ Đông. Trong các năm 1949, 1952 và 1954, nó được bố trí đến Địa Trung Hải để hoạt động cùng Đệ Lục hạm đội trong khu vực trải rộng từ bờ biển Bắc Phi đến vùng Trung Đông đầy biến động.
Quay trở về Charleston sau chuyến hải trình thứ ba sang khu vực Địa Trung Hải vào ngày 6 tháng 7 năm 1954, Hambleton được cho xuất biên chế vào ngày 15 tháng 1 năm 1955, và được đưa về Hạm đội Dự bị Đại Tây Dương. Nó được xếp lại lớp như một tàu khu trục với ký hiệu lườn DD-455 cùng ngày hôm đó.
Hambleton được cho rút khỏi danh sách Đăng bạ Hải quân vào ngày 1 tháng 6 năm 1971. Nó bị bán để tháo dỡ vào ngày 22 tháng 11 năm 1972.

## Phần thưởng
Hambleton được tặng thưởng bảy Ngôi sao Chiến trận do thành tích phục vụ trong Thế Chiến II.